# Giambattista Canano
Giovan Battista Canani, detto Giambattista (1515 – 1579), fu un noto medico, titolare della cattedra di anatomia all'Università di Ferrara nel XVI secolo. Per primo descrisse nella sua Musculorum humani corporis picturata dissectio (1541?) il muscolo palmare  breve (palmaris brevis). Le spoglie sono conservate nella Chiesa di San Domenico a Ferrara.